# High-Z Supernova Search Team

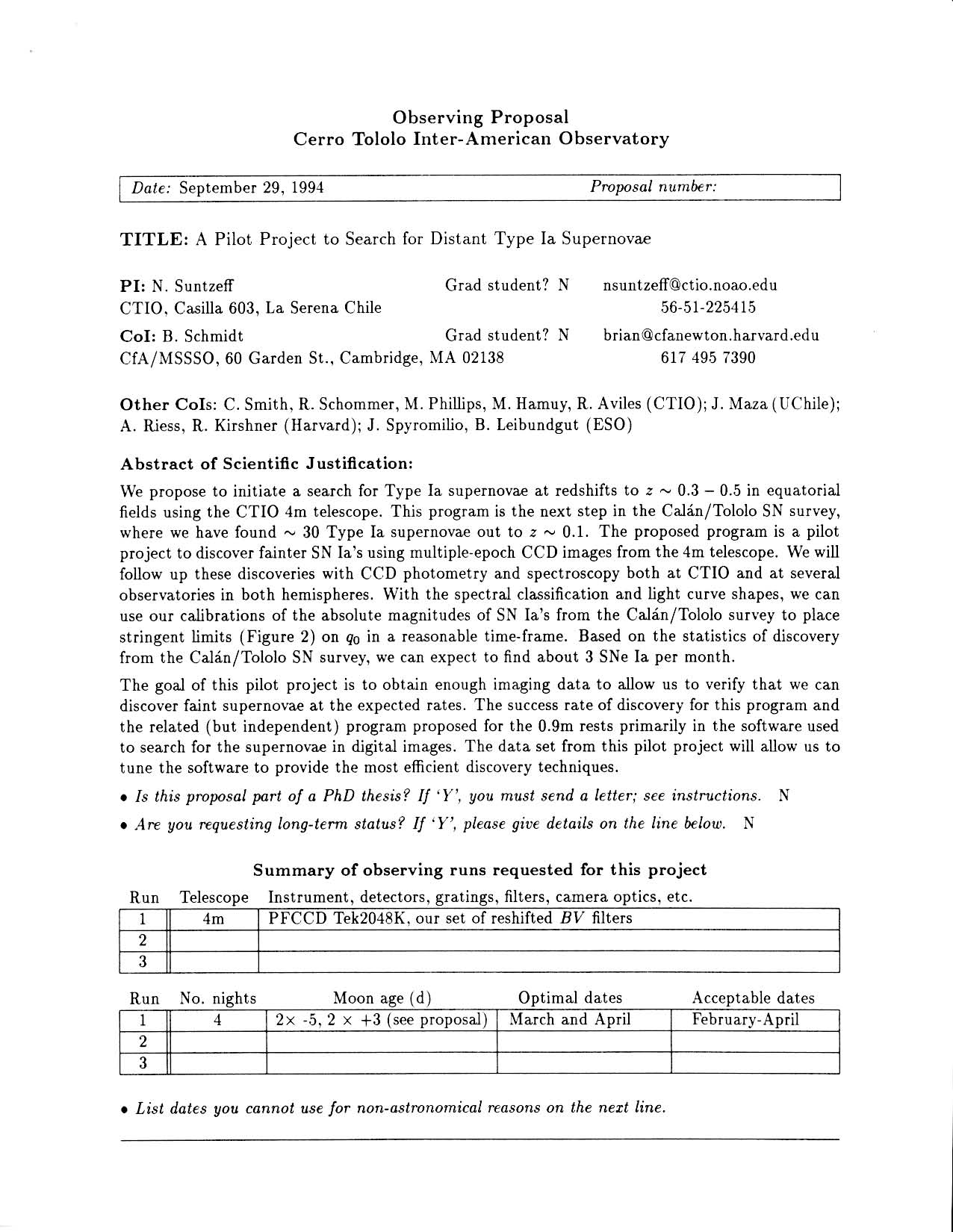
Proposta original d'ús (1994) del telescopi del Observatori Interamericà de Cerro Tololo que va iniciar l'Equip High-Z.

El High-Z Supernova Search Team (Equip de Recerca de Supernoves a Gran Z, on 'Z' indica el desplaçament cap al roig) fou una col·laboració internacional experimental de cosmologia que va utilitzar supernoves de tipus Ia per a estudiar l'expansió de l'univers.

## Recerca

### Equip inicial
L'equip va ser format el 1994 per Brian P. Schmidt, llavors investigador postdoctoral a la Universitat Harvard, i Nicholas B. Suntzeff, astrònom de l'Observatori Interamericà Cerro Tololo (CTIO) a Xile.

#### Projecte pilot
L'equip HZT original va presentar una primera proposta de recerca al CTIO el 29 de setembre de 1994 anomenada Un Projecte Pilot per a Cercar Supernovas Distants de Tipus Ia. El projecte original va rebre quatre nits d'observació al Telescopi Victor M. Blanco el 25 de febrer de 1995, i 6 de març de 24, i 29, 1995, que van portar a la descoberta de la supernova SN1995Y.

### Ampliació de l'equip inicial
El 1995, l'HZT va escollir Brian P. Schmidt (Observatori Mount Stromlo, Universitat Nacional australiana) com a director de l'equip. L'equip va incorporar una vintena més d'astrònoms dels Estats Units, Europa, Austràlia, i Xile, i va utilitzar el Telescopi Victor M. Blanco per a descobrir supernoves Tipus Ia amb desplaçaments cap al roig de fins a z = 0.9. Les descobertes van ser verificades amb espectres mesurats majoritàriament pels telescopis de l'Observatori Keck i de l'Observatori Europeu Austral.

## Guardons
L'estudi de 1998, dirigit per Adam Riess, fou el primer que publicà l'evidència que l'expansió de l'Univers s'està accelerant (Riess et al. 1998, AJ, 116, 1009, enviat el 13 de març de 1998, acceptat el maig de 1998). L'equip més tard es va dividir en el Projecte ESSENCE dirigit per Christopher Stubbs (Universitat Harvard) i el Higher-Z Team dirigit per Adam Riess (Universitat Johns Hopkins i Institut de Ciència de Telescopi Espacial).
El 2011, Riess i Schmidt, juntament amb Saul Perlmutter del Supernova Cosmology Project, varen rebre el premi Nobel de Física per aquesta descoberta.

## Premis Internacionals
- 1998: Breakthrough of the Year, Revista Science
- 2006: Premi Shaw
- 2007: Premi Gruber en Cosmologia
- 2011: Premi Nobel de Física
- 2011: Medalla Albert Einstein
- 2015: Breakthrough Prize in Fundamental Physics
- 2015: Premi Wolf en Física

## Membres
- Observatori Mount Stromlo i Universitat Nacional Australiana
  - Brian P. Schmidt
- Observatori Interamericà Cerro Tololo (CTIO)
  - Nicholas Suntzeff
  - Robert Schommer
  - R. Chris Smith
  - Mario Hamuy (1994–1997)
- Observatori Las Campanas
  - Mark M. Phillips (1994–2000)
- Universidad Pontificia Católica de Xile
  - Alejandro Clocchiatti (des del 1996)
- Universitat de Xile
  - Jose Maza (1994–1997)
- Observatori Europeu Austral
  - Bruno Leibundgut
  - Jason Spyromilio
- Universitat de Hawaii
  - John Tonry (des del 1996)
- Universitat de Califòrnia, Berkeley
  - Alexei Filippenko (des del 1996)
  - Weidong Li (des del 1999)
- Space Telescope Science Institute
  - Adam Riess
  - Ron Gilliland (1996–2000)
- Universitat de Washington
  - Christopher Stubbs (des del 1995)
  - Craig Hogan (des del 1995)
  - David Reiss (1995–1999)
  - Alan Diercks (1995–1999)
- Universitat Harvard
  - Christopher Stubbs (des del 2003)
  - Robert Kirshner
  - Thomas Matheson (des del 1999)
  - Saurabh Jha (des del 1997)
  - Peter Challis
- Universitat de Notre Dame
  - Peter Garnavich
  - Stephen Holanda (des del 2000)